# Antonio M. Abad
Antonio Mercado Abad (Barili, 10 mei 1894 - 20 april 1970) was een Filipijns auteur en dichter. Abad wordt wel onder de belangrijkste Filipijnse auteurs in de Spaanse taal geschaard.

## Biografie
Abad werd geboren in 1894 in Barili in de Filipijnse provincie Cebu. Hij was het een na jongste kind van negen van Agueda Mercado en Natalio Abad. Abad wilde in eerste instantie priester worden en volgde onderwijs aan het Seminario de San Carlos in Cebu City. Om bij zijn opleiding te komen fietste Abad dagelijks vanuit zijn geboortedorp naar de provinciehoofdstad. Op zijn vijftiende werd hij tijdens een van deze tripjes aangereden door een auto, waarna zijn linkerarm geamputeerd moest worden. Na het behalen van zijn Bachelor of Arts-diploma studeerde Abad rechten. Deze studie voltooide hij echter niet. 
Abad werkte na zijn studietijd voor diverse Filipijnse kranten. Zo was hij redacteur voor La Revolucion en El Precursor en diverse andere bladen. In 1925 verhuisde hij van Cebu naar Manilla, waar hij Spaans ging doceren aan de Far Eastern University. Het jaar erop begon hij ook met het schrijven van een dagelijkse column in La Opinion onder de naam Medallones. Van 1935 tot 1937 schreef hij ook bijdragen voor het dagblad El Debate. In 1937 werd hij aangesteld als docent Spaans op de University of the Philippines. Ook was hij tegelijkertijd secretaris van Manuel Briones, in die tijd rechter van het Hof van beroep. Tijdens de Japanse bezetting in de Tweede Wereldoorlog verhuisde Abad met zijn gezin terug naar Cebu. Na de oorlog doceerde hij Spaans aan het Colegio de San Jose in die stad tot hij in 1949 weer terugkeerde naar Manilla waar weer werkte als docent Spaans aan de Far Eastern University. Vanaf 1952 werkte Abad voor de University of the Philippines waar hij de Faculteit Spaans opzette. Tot zijn pensionering in 1959 leidde hij deze faculteit, die later de Faculteit voor Europese Talen werd. 
Rond 1917 begon Abad met schrijven van toneelstukken. In 1918 verscheen Calvario de un Alma, in 1920 La Cicatriz en in 1924 verscheen Las Hijas de Juan. Alle drie de toneelstukken werden in lokale theaters opgevoerd. In 1925 bracht hij opnieuw een toneelstuk uit onder de naam La Redimida. Ook won hij dat jaar de tweede prijs in een competitie voor korte verhalen uitgeschreven door La Defensa, met El Dolor del Viejo Campion. Voor zijn eerste roman El Ultimo Romantico in 1928 kreeg Abad een eervolle vermelding tijdens de jaarlijkse Zobel literatuurcompetitie. In dat jaar bracht Abad nog meer werk uit. Zo schreef hij een komedie met de naam Los Desorientados, de zarzuela La Gloria en een roman La Oveja de Nathan. Deze roman won een jaar later de eerste prijs in de Zobel literatuurcompetitie. In 1932 verscheen het toneelstuk Cuando los Lobos se Vuelven Corderos een komedie in één bedrijf.
In 1936 won Abad met zijn roman El Campeon en het toneelstuk Dagohoy de eerste prijs in de betreffende categorieën van de eerste editie van de Commonwealth Literary Contest. Zijn derde inzending, een bundel met essays van zijn hand genaamd De la Hora Transunte, won ook de eerste prijs samen met drie andere inzendingen. Een jaar later bracht hij het toneelstuk Sa Sagrario uit. In 1960 schreef Abad een van zijn laatste werken, de roman La Vida Secreta de Daniel Espeña. 
Abad overleed in 1970 op 75-jarige leeftijd. Hij trouwde eind 1936 met Jesusa Henson en samen kregen ze drie kinderen: Antonio jr., Gemino, later uitgeroepen tot Nationaal kunstenaar van de Filipijnen en Edmundo.